# Team Sky/2018
Deze pagina geeft een overzicht van de Team Sky-wielerploeg in 2018.

## Algemeen
Sponsor: Sky plc
Algemeen manager: Dave Brailsford
Ploegleiders: Dario Cioni, Servais Knaven, Brett Lancaster, Nicolas Portal, Gabriel Rasch, Matteo Tosatto, Xabier Zandio
Fietsen: Pinarello
Materiaal: Shimano
Kleding: Castelli
Auto's: Ford

## Renners
| Naam                 | Geboortedatum | Nationaliteit       | Ploeg 2017                    |
| -------------------- | ------------- | ------------------- | ----------------------------- |
| Dylan van Baarle     | 21-05-1992    | Nederland           | Cannondale-Drapac             |
| Leonardo Basso       | 25-12-1993    | Italië              | General Store Bottoli Zardini |
| Egan Bernal          | 13-01-1997    | Colombia            | Androni-Sidermec-Bottecchia   |
| Jonathan Castroviejo | 27-04-1987    | Spanje              | Movistar Team                 |
| David de la Cruz     | 06-05-1989    | Spanje              | Quick-Step Floors             |
| Philip Deignan       | 07-09-1983    | Ierland             |                               |
| Jonathan Dibben      | 12-02-1994    | Verenigd Koninkrijk |                               |
| Owain Doull          | 02-05-1993    | Verenigd Koninkrijk |                               |
| Kenny Elissonde      | 22-07-1991    | Frankrijk           |                               |
| Chris Froome         | 20-05-1985    | Verenigd Koninkrijk |                               |
| Tao Geoghegan Hart   | 30-03-1995    | Verenigd Koninkrijk |                               |
| Michał Gołaś         | 29-04-1984    | Polen               |                               |
| Sebastián Henao      | 05-08-1993    | Colombia            |                               |
| Sergio Henao         | 10-12-1987    | Colombia            |                               |
| Kristoffer Halvorsen | 13-04-1996    | Noorwegen           | Joker Icopal                  |
| Beñat Intxausti      | 20-03-1986    | Spanje              |                               |
| Vasil Kiryjenka      | 28-06-1981    | Wit-Rusland         |                               |
| Christian Knees      | 05-03-1981    | Duitsland           |                               |
| Michał Kwiatkowski   | 02-06-1990    | Polen               |                               |
| Christopher Lawless  | 13-04-1996    | Verenigd Koninkrijk | Axeon Hagens Berman           |
| David López García   | 13-05-1981    | Spanje              |                               |
| Gianni Moscon        | 20-04-1994    | Italië              |                               |
| Wout Poels           | 01-10-1987    | Nederland           |                               |
| Salvatore Puccio     | 31-08-1989    | Italië              |                               |
| Diego Rosa           | 27-03-1989    | Italië              |                               |
| Luke Rowe            | 10-03-1990    | Verenigd Koninkrijk |                               |
| Pavel Sivakov        | 11-07-1997    | Rusland             | BMC Development               |
| Ian Stannard         | 25-05-1987    | Verenigd Koninkrijk |                               |
| Geraint Thomas       | 25-05-1986    | Verenigd Koninkrijk |                               |
| Łukasz Wiśniowski    | 07-12-1991    | Polen               |                               |

### Stagiairs
Vanaf 1 augustus 2018
| Naam         | Geboortedatum | Nationaliteit       | Vorige ploeg |
| ------------ | ------------- | ------------------- | ------------ |
| Mark Donovan | 03-04-1999    | Verenigd Koninkrijk | Team Wiggins |
| Ethan Hayter | 18-09-1998    | Verenigd Koninkrijk | -            |

### Vertrokken
| Naam             | Geboortedatum | Nationaliteit       | Ploeg 2018        |
| ---------------- | ------------- | ------------------- | ----------------- |
| Ian Boswell      | 07-02-1991    | Verenigde Staten    | Katusha-Alpecin   |
| Peter Kennaugh   | 15-06-1989    | Verenigd Koninkrijk | BORA-hansgrohe    |
| Mikel Landa      | 03-12-1989    | Spanje              | Movistar          |
| Mikel Nieve      | 26-05-1984    | Spanje              | Orica-Scott       |
| Danny van Poppel | 26-07-1993    | Nederland           | LottoNL-Jumbo     |
| Elia Viviani     | 07-02-1989    | Italië              | Quick-Step Floors |

## Belangrijkste overwinningen
| Tour Down Under Jongerenklassement: Egan Bernal Colombia Oro y Paz Eindklassement: Egan Bernal Bergklassement: Egan Bernal Jongerenklassement: Egan Bernal Ruta del Sol 2e etappe: Wout Poels 5e etappe (tijdrit): David de la Cruz Puntenklassement: Wout Poels Ronde van de Algarve 2e etappe: Michał Kwiatkowski 3e etappe (tijdrit): Geraint Thomas 5e etappe: Michał Kwiatkowski Eindklassement: Michał Kwiatkowski Puntenklassement: Michał Kwiatkowski Ploegenklassement: * 1) Parijs-Nice 4e etappe (tijdrit): Wout Poels 8e etappe: David de la Cruz Tirreno-Adriatico Eindklassement: Michał Kwiatkowski Internationale Wielerweek 1e etappe deel B (ploegentijdrit): * 2) 3e etappe: Christopher Lawless Eindklassement: Diego Rosa Jongerenklassement: Pavel Sivakov Puntenklassement: Christopher Lawless Ronde van Romandië 3e etappe (klimtijdrit): Egan Bernal Jongerenklassement: Egan Bernal | Ronde van Californië 2e etappe: Egan Bernal 6e etappe: Egan Bernal Eindklassement: Egan Bernal Jongerenklassement: Egan Bernal Ploegenklassement: * 3) Ronde van Italië 14e etappe: Chris Froome 19e etappe: Chris Froome Eindklassement: Chris Froome Bergklassement: Chris Froome Ploegenklassement: * 4) Critérium du Dauphiné Proloog: Michał Kwiatkowski 3e etappe (ploegentijdrit): * 5) Eindklassement: Geraint Thomas Ploegenklassement: * 5) Ronde van Frankrijk 11e etappe: Geraint Thomas 12e etappe: Geraint Thomas Eindklassement: Geraint Thomas Ronde van Polen 4e etappe: Michał Kwiatkowski 5e etappe: Michał Kwiatkowski Eindklassement: Michał Kwiatkowski Puntenklassement: Michał Kwiatkowski Ronde van Burgos Ploegenklassement: * 6) Ronde van Groot-Brittannië 6e etappe: Wout Poels 7e etappe: Ian Stannard | Coppa Agostoni Winnaar: Gianni Moscon Ronde van Toscane Winnaar: Gianni Moscon Ronde van Guangxi 4e etappe: Gianni Moscon Eindklassement: Gianni Moscon Jongerenklassement: Gianni Moscon Nationale kampioenschappen wielrennen Colombia - tijdrit: Egan Bernal Colombia - wegwedstrijd: Sergio Henao Groot-Brittannië - tijdrit: Geraint Thomas Italië - tijdrit: Gianni Moscon Nederland - tijdrit: Dylan van Baarle Polen - wegwedstrijd: Michał Kwiatkowski Spanje - tijdrit: Jonathan Castroviejo Wit-Rusland - tijrit: Vasil Kiryjenka |

* 1) Ploeg Ronde van de Algarve: Doull, Elissonde, Gołaś, Kiryjenka, Kwiatkowski, Sivakov, Thomas, Wiśniowski
* 2) Ploeg Internationale Wielerweek: Basso, Dibben, Lawless, Rosa, Rowe, Sivakov
* 3) Ploeg Ronde van Californië: Bernal, Geoghegan Hart, Sebastián Henao, Rowe, Sivakov, Stannard, Wiśniowski
* 4) Ploeg Ronde van Italië: de la Cruz, Elissonde, Froome, Sergio Henao, Kiryjenka, Knees, Poels, Puccio
* 5) Ploeg Critérium du Dauphiné: Van Baarle, Castroviejo, Geoghegan Hart, Kwiatkowski, Moscon, Rowe, Thomas
* 6) Ploeg Ronde van Burgos: de la Cruz, Elissonde, Geoghegan Hart, Sebastián Henao, Kiryjenka, López, Rosa
2010 · 2011 · 2012 · 2013 · 2014 · 2015 · 2016 · 2017 · 2018 · 2019 · 2020 · 2021 · 2022 · 2023 · 2024 · 2025
AG2R-La Mondiale · Astana Pro Team · Bahrain-Merida · BMC Racing Team · BORA-hansgrohe · Groupama-FDJ · Lotto Soudal · Mitchelton-Scott · Movistar Team · Quick-Step · Team Dimension Data · Team EF Education First-Drapac p/b Cannondale · Team Katjoesja Alpecin · Team LottoNL-Jumbo · Team Sky · Team Sunweb · Trek-Segafredo · UAE Team Emirates